# Heike Wermer

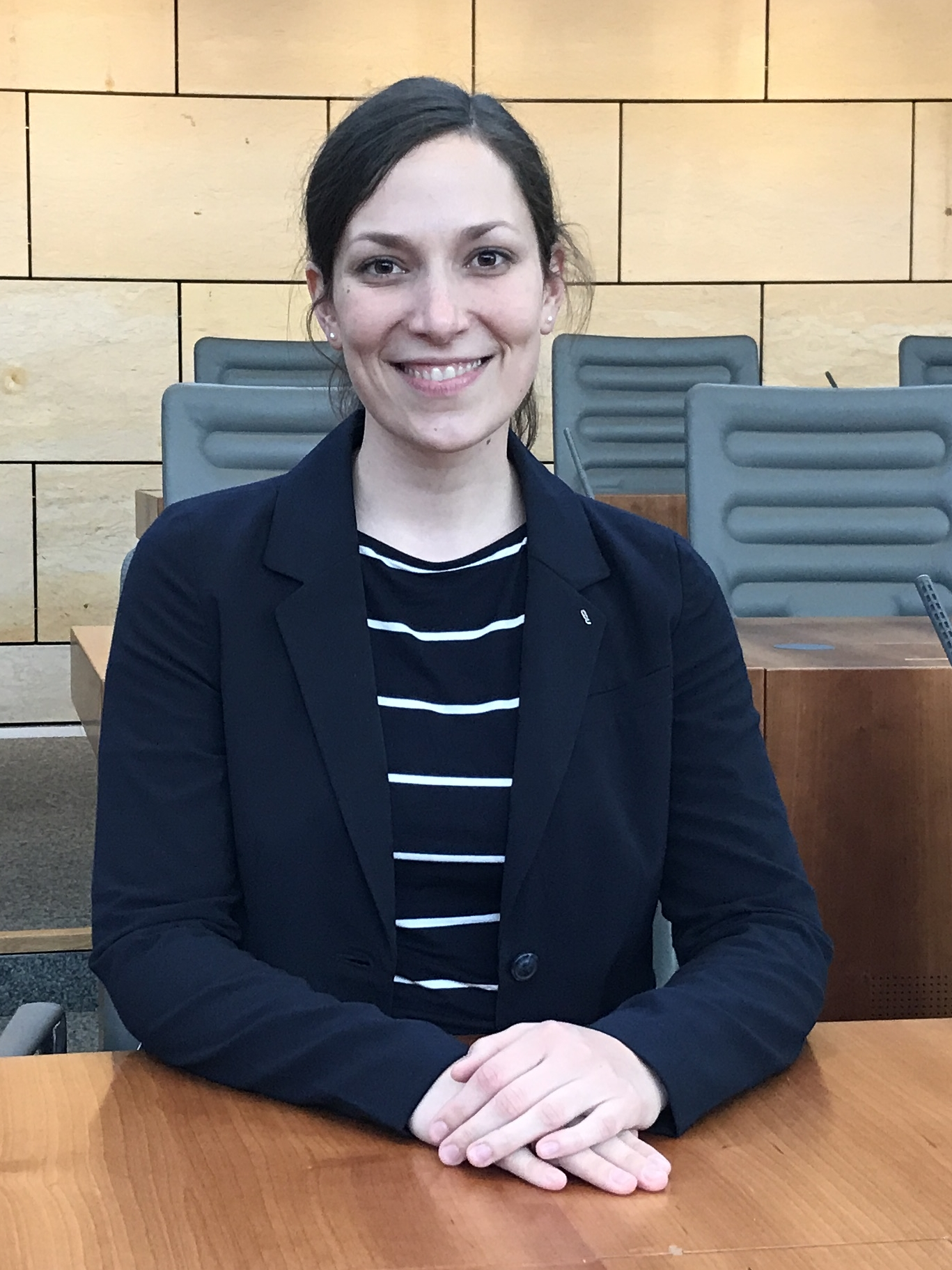
Heike Wermer (2017)

Heike Wermer, geb. Wischemann (* 5. Mai 1988 in Ahaus) ist eine deutsche Politikerin (CDU). Sie ist seit 2017 Mitglied des Landtags Nordrhein-Westfalen.

## Herkunft, Ausbildung und Privates
Wermer ist im Ortsteil Ahle der Gemeinde Heek im westlichen Münsterland als Tochter eines Landwirts und Ratsmitglieds aufgewachsen.
Sie machte im Jahr 2007 das Abitur am Alexander-Hegius-Gymnasium in Ahaus. 2010 schloss Wermer ihr Studium der Germanistik und Politikwissenschaft an der WWU Münster mit Abschluss Bachelor of Arts ab. Im Jahr 2013 machte sie den Abschluss als Master of Arts im Fach Angewandte Sprachwissenschaft, ebenfalls an der WWU Münster.
Von 2013 bis zu ihrem Eintritt in den Landtag von NRW arbeitete sie als Angestellte an der WWU Münster, zuletzt als Wissenschaftliche Mitarbeiterin im Bereich Koordination des Promotionskollegs „Empirische und Angewandte Sprachwissenschaft“.
Von 2013 bis 2016 arbeitete Wermer als Wahlkreismitarbeiterin für den Bundestagsabgeordneten Johannes Röring und war dort zuständig für die Presse- und Öffentlichkeitsarbeit.
Wermer ist katholisch und verheiratet. Sie hat eine ältere Schwester.

## Politik
Heike Wermer ist seit 2003 Mitglied der Jungen Union, 2011 trat sie als Mitglied in die CDU ein. Sie ist Beisitzerin im Vorstand des CDU-Kreisverbandes Borken sowie Beisitzerin im Vorstand des CDU-Gemeindeverbandes Heek-Nienborg. von März 2019 bis 2022 war sie stellvertretende Bundesvorsitzende der Jungen Union.

## Mandate
Wermer ist seit dem 1. Juni 2017 Mitglied des Landtags Nordrhein-Westfalen. Sie ist Abgeordnete für den Wahlkreis Borken II, der die Städte Ahaus, Gronau, Stadtlohn, Vreden sowie die Gemeinden Heek, Legden und Schöppingen umfasst. Dort gewann sie bei der Landtagswahl im Mai 2017 mit 41.329 von 74.218 abgegebenen Stimmen (56,3 Prozent) das Direktmandat. Bei der Landtagswahl 2022 gewann sie das Direktmandat mit 59,5 Prozent der Erststimmen.